# ジャコモ・カリーリ
ジャコモ・カリーリ（Giacomo Caliri 、1940年10月5日 - ）は、イタリア出身のカーレースエンジニアであり、F1にかつて存在したミナルディチームの初代テクニカルディレクター（技術監督）である。

## 1970年代までの経歴
トリノ工科大学（Politecnico di Torino ）で空力学を学び、1966年に首席で卒業した。フェラーリで、CanAM向けのスポーツカー開発に加わり、1969年にマウロ・フォルギエリが離脱したのに伴い、ヒルクライム用のスポーツカー、フェラーリ・312シリーズの開発を手がけ、この分野で大きな成功を収めた。
同時期にフェラーリのF1チームであるスクーデリア・フェラーリにも関わったが、特筆すべき成績は残せなかった。
1970年代の中盤にはプロトタイプカーのチーフエンジニアとなり、ルイジ・マルミローリとともに自身のデザイン会社カリーニ・フライ・スタジオ（Caliri's FLY Studio ）を設立し、1976年にはフェラーリ・365GTのボディワークのデザインを手がけた。
1978年にエマーソン・フィッティパルディに請われ、F1のフィッティパルディチームの前年のシャシーF5をグランドエフェクトカーに改修し、F5Aとするアップデート作業を行った。
1979年には、これも請われて、F1のATSチームのATS・D2シャシーをデザインした。

## ミナルディ時代
1980年、ジャンカルロ・ミナルディからスカウトされ、ミナルディチームの最初のF2の設計をてがけ、以後、株主としても同チームに関わるようになる。
1981年にはミサノで行われたレースにおいて、ミケーレ・アルボレートが同チームにとってのF2初勝利を遂げた。
1985年にミナルディがF1にステップアップすると、カリーリは同チームにとって初のF1シャシーであるM185を設計するとともにテクニカルディレクターの職につき、この間、参戦当初はモトーリ・モデルニのV6ターボエンジンをチューンする作業も行った。
1988年のM188を設計したのを最後にアルド・コスタにその座を譲り引退する。それまでミナルディチームの技術部門を統括し続け、引退の数ヵ月後、1989年に保有していたミナルディ株も売却し、レースの世界から一時去った。
カリーリは自らの自動車に対する哲学に誇りを持っており、インタビューでは「日本の自動車メーカーは素晴らしいが、私に設計を任せてくれたら本当に良いクルマとはどういうことなのかを日本のメーカー技術者にも教えてあげられると思うよ。」と述べている。
1990年代、彼は技術部長としてマセラッティに加わり、1997年に、新しい部門の代表としてフェラーリに戻った。2002年にフェラーリを去って、ATRグループのためにコンサルタントを始めた。
2004年、彼はExpotecnicaの社長である。